# Wildpark Tambach
Koordinaten: 50° 13′ 58″ N, 10° 51′ 56″ O

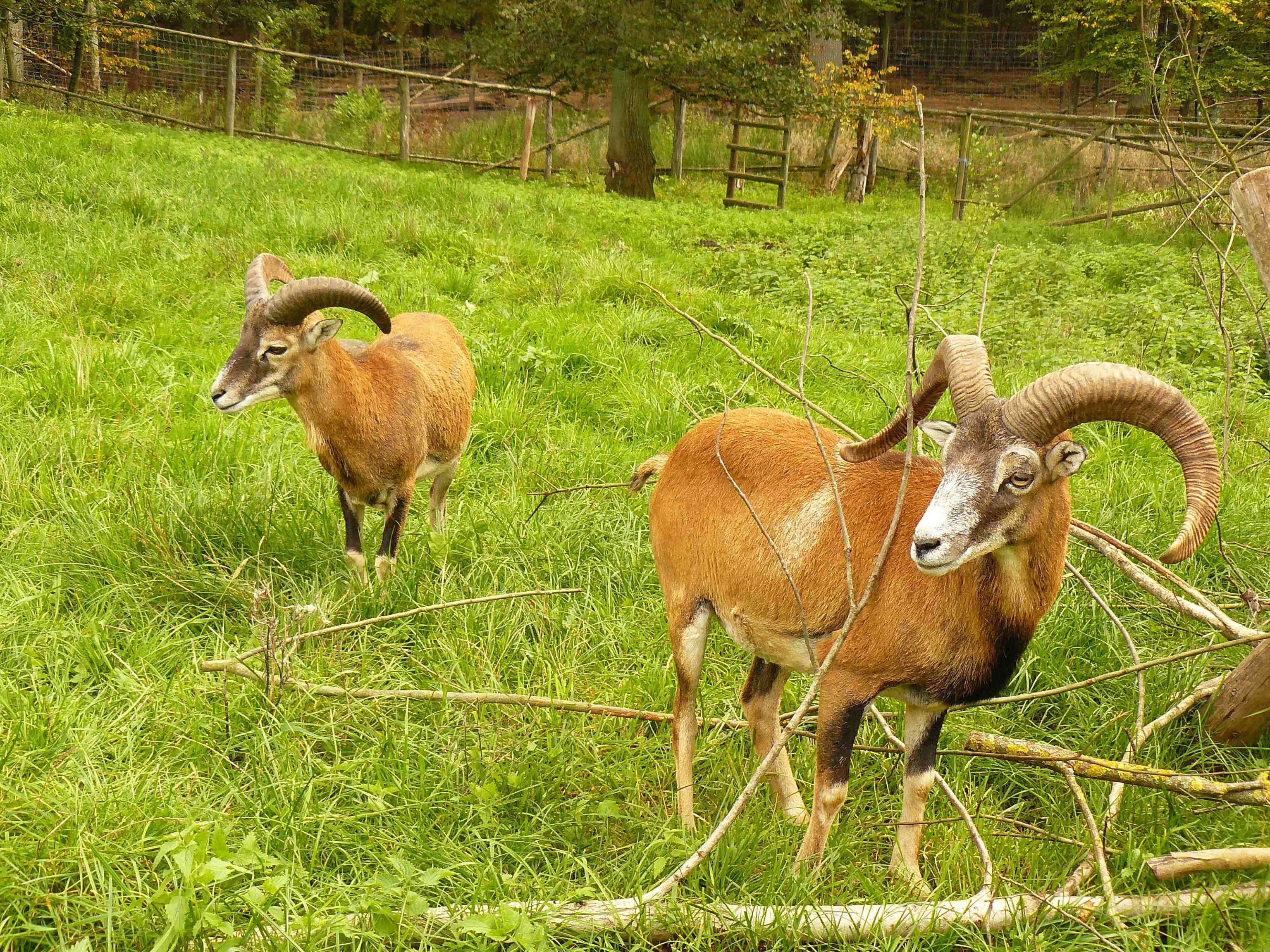
Mufflonwidder im Wildpark

Der Wildpark Tambach ist eine Tierparkanlage im Landkreis Coburg in Oberfranken, die an das Schloss Tambach im gleichnamigen Ortsteil der Gemeinde Weitramsdorf angeschlossen ist.
Im Jahre 1969 wurde der Wildpark von Alram Graf zu Ortenburg gegründet. Am 16. Mai 1970 fand die offizielle Eröffnung statt. Der Park erstreckt sich auf einem 50 Hektar großen Gelände und umfasst das ehemalige Schlossparkgebiet.
Der Wildpark Tambach beherbergt zahlreiche, vor allem einheimische Wildtierarten, die in weitläufigen Gehegen gehalten werden. Dazu zählen Rothirsche, Damhirsche, Wildschweine, Wisente, Mufflone und Elche. Weitere Großtierarten des Wildparks sind Heckrinder und Sikahirsche. Die Tierbestände wurden in den letzten Jahren erweitert. So beherbergt der Park heute auch Wildkatzen, Luchse und Wölfe. Darüber hinaus werden zahlreiche Greifvögel gehalten. Im Wildpark befindet sich der Bayerische Jagdfalkenhof.
Am 1. Mai 2017 eröffnete ein Walderlebnispfad.